# Château de Montbron (Charente)
Pour les articles homonymes, voir Château de Montbron.
Le château de Montbron, appelé localement Vieux Château, est situé à Montbron, en Charente.

## Historique
L'ancien château de Montbron, nom dérivé de "Mons Berulphi", est attesté dès avant le XIIe siècle.
Au XVe siècle, il a été rasé, avec son donjon primitif rectangulaire, en signe d'infamie, sur ordre du roi Charles VII. Marguerite de Rohan, comtesse d'Angoulême (épouse du bon comte Jean), a fait reconstruire le château dont quelques parties subsistent encore, comme le donjon de style roman.
Jacquette de Montberon, dernière représentante de la branche aînée de la famille de Montberon, épouse André de Bourdeille en 1558 et lui apporte la seigneurie qui passe ensuite aux mains de Louise de Savoie (comtesse d'Angoulême et mère de François Ier).
En 1624, les héritiers d'Henri de Luxembourg doivent vendre le comté de Montbron à la famille de Loménie, qui conserve Montbron ainsi que le comté de Brienne jusqu'à la fin du XVIIe siècle.
En 1699, Étienne Chérade acquiert le comté. Son petit-fils Adrien-Alexandre-Étienne Chérade de Montbron obtint par lettres patentes de décembre 1766 l'érection en comté de sa seigneurie de Montbron mais il en est dépossédé à la Révolution.

## Architecture

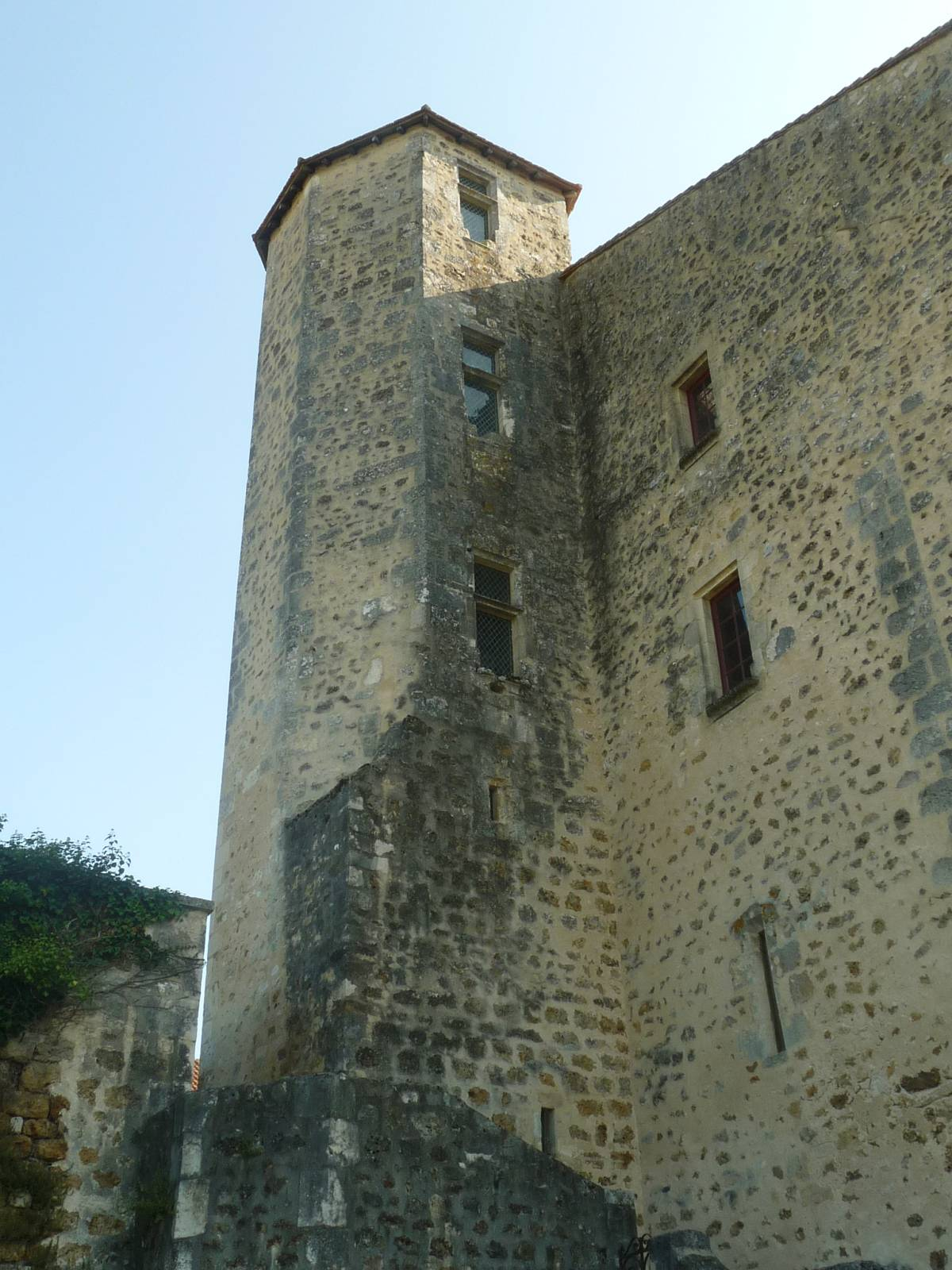
Tour polygonale

Il ne subsiste que la tourelle polygonale. Des dessins montrent un bâtiment à toiture à pente unique.
Le donjon a été percé de fenêtres rectangulaires au XVIIe siècle
Les deux cheminées peintes datant du XVIIe siècle et situées au premier étage sont classées.